# 맹목적 탐색
맹목적 탐색(blind search)이란, 이미 정해진 순서에 따라 상태 공간 그래프를 점차 형성해 가면서 해를 탐색하는 방법을 말한다.

## 특징
탐색의 순서가 이미 정해져 있어 문제에 대한 정보를 고려하지 않고 진행된다.
문제 정보를 이용하는 정보이용 탐색과 달리 비효율적이고 시간이 오래 걸린다.

## 하위 종류
맹목적 탐색에는 깊이 우선 탐색, 너비 우선 탐색, 반복적 깊이심화 탐색, 양방향 탐색이 존재한다.